# La hoguera (canción de Extremoduro)
«La Hoguera» es una canción del grupo de hard rock español Extremoduro, incluida en su álbum de estudio debut Tú en tu casa, nosotros en la hoguera de 1989.

## Descripción
Se trata del primer tema del álbum, cuyo estribillo da nombre al mismo. También estaría incluido en la maqueta no oficial La Hoguera, en la que se incluyen varios temas de Tú en tu casa, nosotros en la hoguera y su segundo álbum Somos unos animales.